# Виттерсбур
Виттерсбу́р (фр. Vittersbourg) — коммуна во французском департаменте Мозель региона Лотарингия. Относится к  кантону Альбестроф.

## Географическое положение
Виттерсбур расположен в 60 км к востоку от Меца. Соседние коммуны: Азамбур на севере, Энсенжан на востоке, Онскирш на юго-востоке, Живрикур на юге, Энсмен на западе, Каппелькенжер на севео-западе.

## История
- Бывшая деревня герцогства Лотарингия, в ведении мэрии Энсмен.
- Была разрушена во время Тридцатилетней войны.

## Демография
По переписи 2007 года в коммуне проживало 325 человека.	

## Достопримечательности
- Следы галло-романской эпохи.